# Aeroportul Municipal Beverly
Aeroportul Municipal Beverly (IATA: BVY, ICAO: KBVY, FAA LID: BVY) este un aeroport din Massachusetts, Statele Unite ale Americii ce deservește zona Beverly⁠(d). Aeroportul a fost tranzitat în 2019 de 348 de pasageri. A fost numit după zona deservită.
Situat la o altitudine de 33 m, aeroportul dispune de 2 piste.

## Infrastructură

### Piste
Aeroportul dispune de 2 piste. Pista 09/27 are suprafața de asfalt și dimensiunile 4.755 picioare × 100 picioare. Pista 16/34 are suprafața de asfalt și dimensiunile 5.001 picioare × 100 picioare. 